# Wappen Uruguays
Das Wappen Uruguays wurde erstmals durch ein Gesetz vom 19. März 1829 festgelegt und ist seit 1908 offizielles Staatswappen.
Das Wappen besteht aus einem Oval, das in vier gleich große Felder eingeteilt ist und von einer goldenen Sonne (Maisonne) gekrönt ist. Das Oval ist von einem Olivenzweig und einem Lorbeerzweig umrahmt, die unterhalb des Ovals mit einem blauen Band verbunden sind.
Im oberen heraldisch rechten Viertel auf blauem Grund eine goldene Waage als Symbol der Gleichheit und Gerechtigkeit. Im oberen heraldisch linken Viertel auf silbernem Grund der Cerro de Montevideo (Hügel von Montevideo) mit seiner Gipfelfestung, der Wehrhaftigkeit und  Stärke repräsentiert. Im unteren rechten Viertel auf silbernem Grund ein galoppierendes schwarzes Pferd, das die Freiheit repräsentiert. Im unteren linken Feld auf blauen Grund ein goldener Ochse, der den Reichtum und Überfluss symbolisiert, der durch die Viehzucht entstand.

Das Wappen der Stadt Montevideo mit dem Cerro Montevideo, der auch im Wappen Uruguays zu sehen ist